# Avdija Vršajević
Avdija Vršajevič, né le 6 mars 1986 à Tešanj, en Yougoslavie (aujourd'hui en Bosnie-Herzégovine), est un footballeur international bosnien. Il joue au poste d'attaquant.
Avec sa sélection, il participe à la Coupe du monde de 2014.

## Biographie
Il fait ses débuts avec son équipe nationale en 2012 lors d'un match amical contre la Slovénie (victoire 3-0). À l'occasion de la Coupe du monde 2014 au Brésil, il marque son premier but international durant la phase de poules contre l'Iran (victoire 3-1) alors que son équipe était déjà éliminée. 